# تاونشيند (فيرمونت)
تاونشيند (بالإنجليزية: Townshend, Vermont)‏ هي بلدة تقع بولاية فيرمونت في الولايات المتحدة. تبلغ مساحتها 110.8 (كم²)، وترتفع عن سطح البحر 247 م، بلغ عدد سكانها 1149 نسمة في عام 2000 حسب إحصاء مكتب تعداد الولايات المتحدة وتصل الكثافة السكانية فيها 10.4 نسمة/كم2.

## أعلام
- ألفونسو تافت

## وصلات خارجية
- The US50 - Cities and Towns in Vermont State
- Vermont Cities and Towns, Facts, Map, Flag, Colleges, Government, and More